# Jama pod Lucyferem Pierwsza
Jama pod Lucyferem Pierwsza – schronisko w rezerwacie przyrody Diable Skały. Rezerwat znajduje się w szczytowych partiach wzniesienia Bukowiec (530 m), we wsi Bukowiec, w województwie małopolskim, w powiecie nowosądeckim, w gminie Korzenna. Pod względem geograficznym jest to obszar Pogórza Rożnowskiego, będący częścią Pogórza Środkowobeskidzkiego.
Schronisko znajduje się w grupie skał o nazwie Dwie Skały. Za otworem o szerokości 0,5 m znajduje się korytarz o długości 2 m, wysokości 1, 3 m i szerokości 0,5–0,7 m. Jego przedłużeniem jest ciasna wnęka o długości 1 m.
Schronisko wytworzyło się w piaskowcu ciężkowickim. Jest widne na całej swojej długości. Występują w nim liczne pająki i komary. Na dnie znajduje się skalny gruz..
Schronisko zapewne znane było od dawna, ale w literaturze nie wzmiankowane. Zinwentaryzował go T. Mleczek 13 maja 1998 r. On też wykonał jego plan i opis. Skałę, w której się znajduje dawniej nazywano Lucyferem, i stąd pochodzi nazwa schroniska.

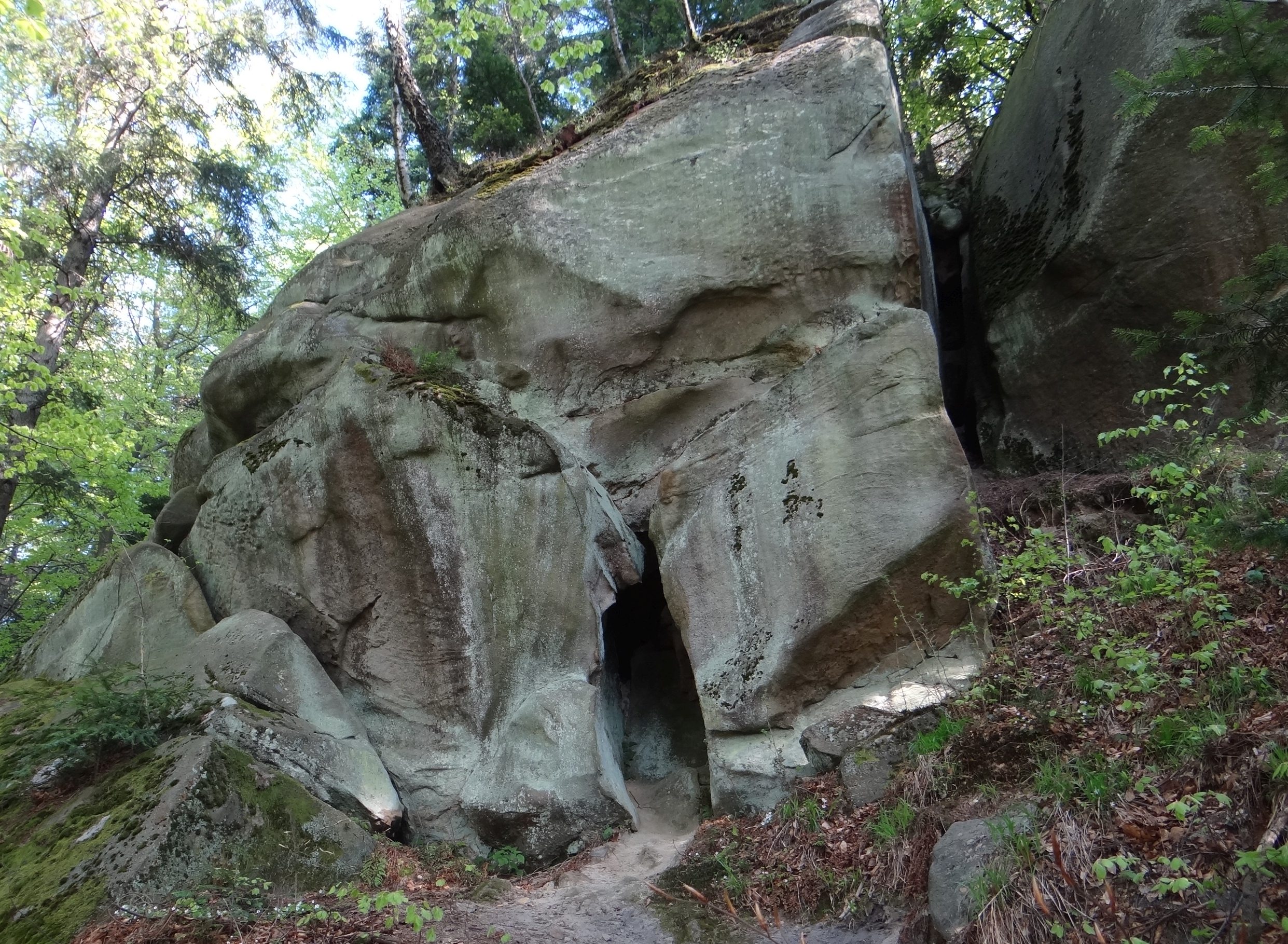
Skała z otworem
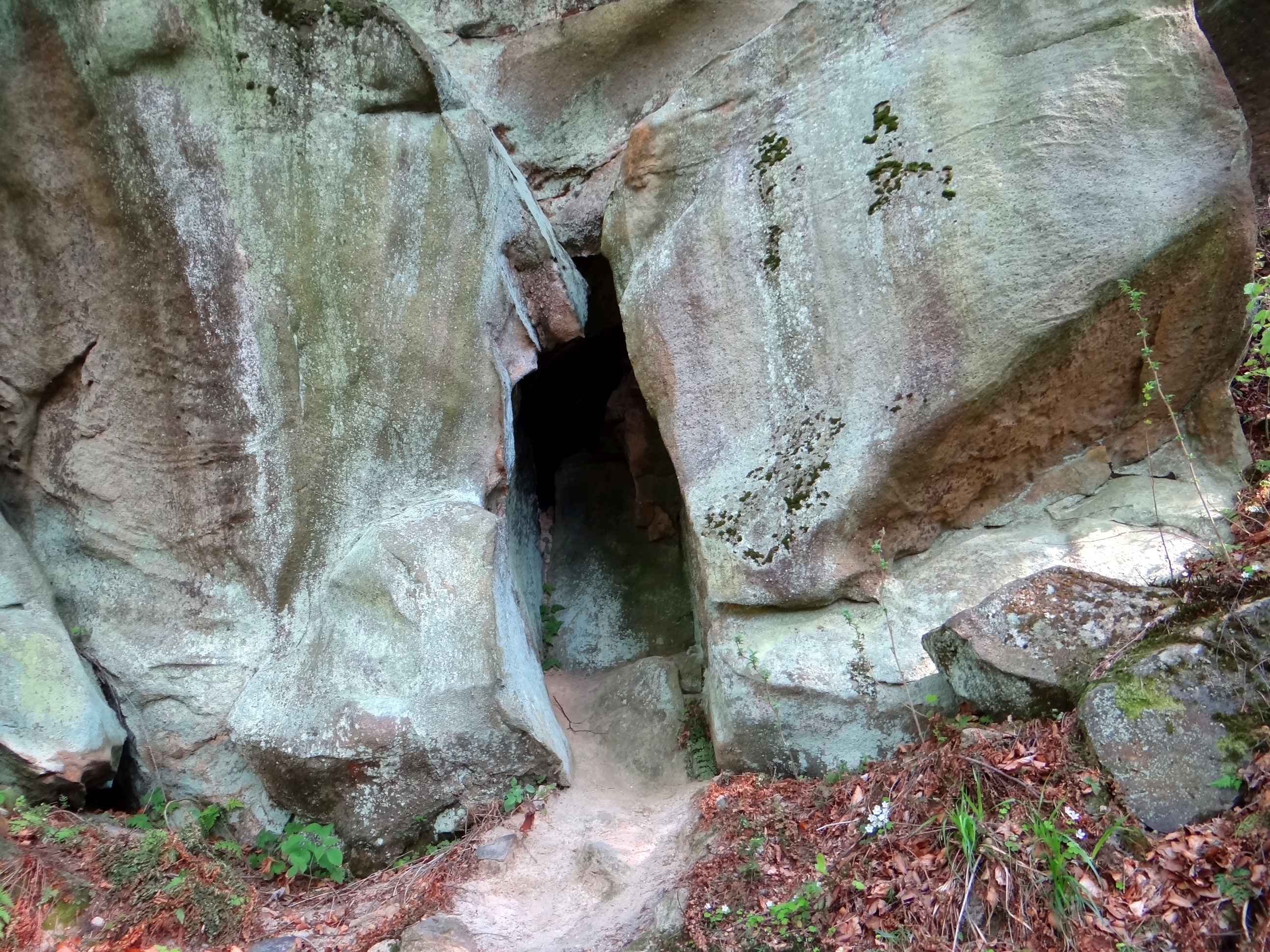
Otwór

W tej samej skale znajduje się jeszcze Jama pod Lucyferem Druga.